# Абрамов, Николай Вартанович

Памятник Николаю Абрамову установленный у Дворца культуры Тольятти

Николай Вартанович Абрамов (урожд; Абромян; 11 февраля 1930, Ашхабад, СССР — 16 августа 2011, Тольятти, Россия) — советский и российский управленец, бывший генеральный директор АО «Синтезкаучук», почётный гражданин Тольятти. Заслуженный работник промышленности СССР (1991).

## Биография
В 1952 году окончил Грозненский нефтяной институт по специальности «инженер-технолог по переработке нефти и газа». Работал на Грозненском крекинг-заводе начальником технологической установки.
С апреля 1954 по август 1961 года — главный инженер Сызранского нефтеперерабатывающего завода, после чего был назначен директором Куйбышевского нефтеперерабатывающего завода.
В декабре 1965 Николай Абрамов назначен генеральным директором Тольяттинского производственного объединения «Синтезкаучук».
За время его руководства завод добился международного признания, его продукция неоднократно отмечалась на международных выставках и получала призы в Париже, Женеве, Мадриде. Активно развивал социальную базу предприятия, при Абрамове были построены молодёжные общежития, гостиницы, детские сады, Дворец культуры (ныне ДК «Тольятти»), спортивные комплексы «Акробат» и «Юность», стадион, санаторий-профилакторий «Волжские зори», туристическая база отдыха «Волна», пионерский лагерь «Солнечный», совхоз «Мирный», Тольяттинский химико-технологический техникум (ныне Тольяттинский химико-технологический колледж).
Также занимался и общественной деятельностью: с 1972 по 1991 годы Абрамов возглавлял Совет директоров города Тольятти. Несколько раз избирался депутатом тольяттинского городского Совета народных депутатов. Избирался делегатом на XXVI съезд КПСС и 19 Всесоюзную партконференцию КПСС.
Возглавлял комиссию по представлению в городскую Думу кандидатур на звание «Почётный гражданин города Тольятти», руководил деятельностью тольяттинского «Ротари-клуба», являлся членом общественной благотворительной организации «Духовное наследие».
В 1984 защитил диссертацию на соискание учёной степени кандидата технических наук.
В феврале 1995 вышел на пенсию, но уже в мае начал работать советником мэра г. Тольятти.
В 2008 вернулся на завод, где стал советником генерального директора ООО «Тольяттикаучук».
Скончался 16 августа 2011 года, похоронен на Баныкинском кладбище Тольятти.

## Награды и звания
- Орден Трудового Красного Знамени (1966);
- Орден Ленина (1971);
- Орден Октябрьской Революции (1976);
- Орден Дружбы Народов (1986);
- «Заслуженный работник промышленности СССР» (1991), «Почётный нефтехимик» и «Почётный гражданин города Тольятти» (1996).
- Почётный знак Самарской области «За труд во благо земли Самарской» (2005)

## Памятники
12 сентября 2016 года перед зданием Дворца культуры «Тольятти», которое носит имя Н. В. Абрамова, состоялось торжественное открытие памятника Николаю Вартановичу.